# Bocquillonia goniorrhachis
Bocquillonia goniorrhachis är en törelväxtart som beskrevs av Airy Shaw. Bocquillonia goniorrhachis ingår i släktet Bocquillonia och familjen törelväxter. Inga underarter finns listade i Catalogue of Life.